# Božena Nevolová
Božena Nevolová, křtěná Božena Milada (10. července 1893 Praha-Hradčany – 26. července 1946 Praha) byla česká malířka a grafička.

## Životopis
Narodila se do unitářské rodiny chemika (lučebníka) dr. Milána Nevole (*1846) původem z Bělehradu a Thekly Nevole-Svobodové z Vídně (*1853). Měla staršího bratra. Pokřtěna byla jako Božena Milada.
Božena byla žačkou Umělecko-průmyslové školy v Praze. Potom studovala v Paříži. Roku 1917 vystavovala soubor obrazů v Rubešově salonu v Praze, zátiší a podobizny. Kreslila obálky na „Revue Modelů“ u Schillera.
Byla malířka a grafička, členka Spolku výtvarných umělců Mánes (SVU Mánes) v letech 1917–1922 (vyškrtnuta 1922). V Praze IV bydlela na adrese Bašta sv. Jiří 258.

## Dílo

### Výstavy
- 47. výstava SVU Mánes – Obecní dům, duben 1916–květen 1916
- 48. výstava SVU Mánes – Obecní dům, březen 1917–duben 1917
- Rubešův salon, 1917
- 49. výstava SVU Mánes – Obecní dům, září 1918–říjen 1918
- Výstava českých umělců ve prospěch pozůstalých po československých legionářích – Topičův salon, 12. 11. 1918–1. 12. 1918

### Obrazy
1. Dalmatské město: olej, plátno, 94 cm × 62 cm, signováno PD B. Nevolová